# Georg Rosenow
Georg Rosenow (geboren 6. September 1886 in Berlin; gestorben 10. Januar 1985 in New York City) war ein deutschamerikanischer Internist.

## Leben
Georg Rosenow war ein Sohn des Politikers Leopold Rosenow und der Auguste Leon. Er studierte Medizin an den Universitäten Heidelberg und Berlin und wurde 1911 promoviert. 1912 trat er eine Assistenzarztstelle an der Medizinischen Klinik in Königsberg an, an der Rosenow, der in weiterer Folge zum Chefarzt ernannt wurde, bis 1929 wirkte. Er heiratete 1918 Else Weile, sie hatten zwei Töchter, der Politiker Ron Wyden ist ein Enkelsohn.
1919 erfolgte Rosenows Habilitation für Innere Medizin an der Universität Königsberg, an der er zunächst eine Privatdozentur, ab 1922 eine außerordentliche Professur bekleidete.
Rosenow ging nach Königsberg, weil hier Ludwig Lichtheim als einer der führenden Hämatologen im deutschsprachigen Raum die Erkenntnisse des noch lebenden Ernst Neumann aus der „Neumann´sche Schule der Hämatologie“  lehrte (Max Askanazy, S. 371). Als Lichtheim noch 1912 in den Ruhestand ging, arbeitete und publizierte nun Rosenow über die von der pluripotenten Blutstammzelle  ausgehende Blutpathologie. Hierbei verfocht er den „Unitarischen Standpunkt“ der Blutbildung Ernst Neumanns, Ludwig Lichtheims und Artur Pappenheims, die besagte, dass alle Blutzellen auch postembryonal von einer Blutstammzelle abstammen, aus der sich alle Blutzellreihen differenzieren.  Nach seinem politisch bedingten Fortgang in die USA erinnerte Rosenow 1967/1968 in den USA an den 100. Jahrestag der Entdeckung des Knochenmarks als Blutbildungsorgan und damit an die Geburtsstätte der Hämatologie des 19. Jahrhunderts in Königsberg.
1925 gehörte Rosenow zu den Gründern der Acta Hematologica, des späteren International Journal of Hematology.
1936 emigrierte er in den Irak, erhielt die Direktorenstelle des Meir Elias Hospitals in Bagdad, bevor er 1939 in die USA ging, wo er bis zu seinem Eintritt in den Ruhestand 1959 als Hämatologe am Beth Israel Hospital in New York tätig war. Rosenows Forschungsschwerpunkt lag auf dem Gebiet der Pathologie des Blutes.

## Ehrungen
Die Berliner Medizinische Gesellschaft würdigte George Rosenow anlässlich ihres 150-jährigen Jubiläums: Thomas Benter referierte am 17. Juni 2011 über das Lebenswerk George Rosenows mit dem Thema Die Hämatologie im Nationalsozialismus mit besonderer Berücksichtigung der Biographien von Hans Hirschfeld und George Rosenow.

## Schriften
- Nierencysten und ihre Beziehungen zu den Nierenkörperchen. Inaugural-Dissertation. Berlin 1911.
- Blutkrankheiten; eine Darstellung für die Praxis. Springer, 1925.
- Herdinfektionen der Mundhöhle und ihre Beziehungen zu Allgemeinerkrankungen. Berlinische Verlagsanstalt, 1930.
- Ernst Neumann. His Significance in Todays Hematology. In: Karger Gazette Basel. 15, 1967, S. 8.